# Келермеське сільське поселення
Келермеське сільське поселення - муніципальне утворення в складі Гіагінського району республіка Адигея.
Адміністративний центр - станиця Келермеська.

## Населені пункти
- станиця Келермеська
- село Владимировське
- селище Лєсной

## Географія
Площа території сільського поселення становить - 135,82 км². З них сільськогосподарські угіддя займають - 91,45 км² (67,33%). Сільське поселення розташоване на похилій закубанській рівнині, в перехідній від рівнинної в пред горну зону республіки. Рельєф місцевості являє собою в основному передгірні хвилясті рівнини з холмисто - горбистими й курганними височинами, із загальним ухилом з південного сходу на північний захід. Долини річок порізані глибокими балками й зниженнями. Середні висоти складають близько 180 метрів над рівнем моря.

## Історія
Територія сучасної муніципальної освіти стала формуватися на початку 1920-х років, з утворенням Келермеської станичної ради.
31 грудня 1934 року Келермеська станична рада була включена до складу новоствореного Гіагінського району.
У 1993 році Келермеська станична рада була реорганізована і перейменована у Келермеський сільський округ.
У 2004 році в ході муніципальних реформ, Келермеський сільський округ був перетворений в муніципальне утворення зі статусом сільського поселення.
На території сільського поселення, знаходяться Келермеські кургани, в яких були виявлені археологічні знахідки меотского і скіфського походжень, що датуються VII-V століттями до н. е.

## Економіка
У сільському поселені високо розвинене сільське господарство. Основними бюджетоутворювальними підприємствами на території сільського поселення є:
- ТОВ «Синдика-Агро»
- ТОВ «Скіф»
- ТОВ «Васюринський МПК»
- ВАТ МОЗ «Гіагінський»
- СФГ «Бек»
- СФГ «Олена»
- СФГ «Джерела»
- СФГ «Тхакушинов»